# Buccophaonia subcostalis
Buccophaonia subcostalis är en tvåvingeart som beskrevs av Fritz Isidore van Emden 1965. Buccophaonia subcostalis ingår i släktet Buccophaonia och familjen husflugor. Inga underarter finns listade i Catalogue of Life.